# 馬任遠
馬任遠（？—？），字毅仲，直隶广平府永年县人。明朝官员。

## 生平
万历四十三年（1615年）乙卯科顺天乡试举人，四十七年（1619年）己未科進士，任叶县知县，多惠政，升户部江西司主事，榷吴关，魏忠贤私人致殷勤，诱以卿贰，任远峻拒之，遂矫中旨削籍。携一仆策蹇归。忠贤败，复原官，迁户部员外郎，督天津粮储，未几归，筑园洺水上，日夕吟咏。著有《遂园诗集》。

## 家族
孙马翊宸，康熙八年己酉科举人。